# Danh sách hành tinh
Dưới đây là các "danh sách hành tinh":

## Trong Hệ Mặt Trời
- Để biết danh sách các hành tinh địa vật lý trong Hệ Mặt trời, xem: Danh sách hành tinh hệ Mặt Trời. Danh sách này cũng bao gồm tám hành tinh theo định nghĩa của IAU.
- Để biết danh sách các vật thể từng có trong Hệ Mặt trời nhưng thường không còn được coi là các hành tinh, hãy xem: Danh sách cựu hành tinh
- Để biết danh sách các vật thể trong Hệ Mặt trời, bao gồm các hành tinh, đã từng hoặc được cho là tồn tại, nhưng chưa được chứng minh hoặc đã bị bác bỏ, hãy xem: Danh sách các vật thể trong Hệ Mặt trời giả định

## Ngoài Hệ Mặt Trời
Ngoại hành tinh
- - theo năm phát hiện (trước năm 2000
  - 2000–2009
  - 2010
  - 2011
  - 2012
  - 2013
  - 2014
  - 2015
  - 2016
  - 2017
  - 2018
  - 2019
  - 2020
  - 2021
  - 2022
  - 2023
  - 2024)
- Danh sách ngoại hình tinh gần nhất
- Danh sách tên riêng của các ngoại hành tinh

Ngoài Hệ Mặt Trời
- Danh sách ngoại hành tinh được phát hiện bằng kính viễn vọng không gian Kepler
- Hành tinh lang thang